# Загрецький Дмитро Станіславович
Дмитро́ Станісла́вович Загре́цький (* 8 листопада 1924, Одеса — † 5 березня 1980, Одеса) — український хоровий диригент. Заслужений діяч мистецтв УРСР (1960).

## Біографічні дані
1949 року закінчив Одеську консерваторію (в Костянтина Пігрова).
У 1955—1980 роках — головний хормейстер Одеського театру опери та балету.
Від 1971 року — професор Одеської консерваторії. Серед учнів — Анатолій Авдієвський, Петро Горохов.
Співавтор посібника «Хорове аранжування» (1972, 1982).